# BS列岛新闻
《BS列岛新闻》（日語：／BSれっとうニュース）是NHK BS1（NHK卫星第一频道，截至2011年3月31日）是在平日下午播出的地区资讯节目。
该节目于2004年11月1日首播时名为“列岛新闻”，从2007年4月2日至节目结束，正式名称改为“NHK BS列岛新闻”。此前的主题音乐由高田耕至等人提供。改建在全国NHK各放送局播出的综合电视台节目《NHK午间新闻》，NHK BS1是唯一报道日本全国新闻的电视台。

## 播出时间
周一 - 周五 13:00 - 13:49（节假日、年末年初除外。EPG播出时间至13:50）